# 12368 Mutsaers
A 12368 Mutsaers (ideiglenes jelöléssel 1994 CM11) a Naprendszer kisbolygóövében található aszteroida. Eric Walter Elst fedezte fel 1994. február 7-én.